# Ensalada del Monje

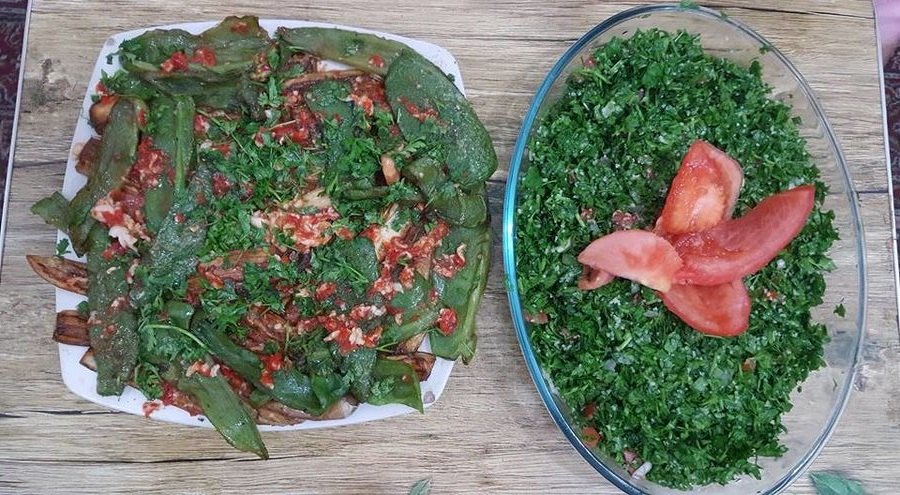
Ensalada del monje

La ensalada del Monje es una ensalada libanesa preparada con berenjena y tomates, forma parte de los aperitivos en la cocina libanesa .

## Información nutricional
Una receta típica de ensalada del Monje libanés tiene los siguientes valores nutricionales por porción:
Calorías: 292
Grasas totales (g): 27
Grasa saturada (g): 4
Colesterol (mg): 0
Carbohidratos (g): 13
Proteína (g): 2